# Институт языка и литературы имени А. Рудаки
Институт языка и литературы имени А. Рудаки (тадж. Институти забон ва адабиёт ба номи А. Рӯдакии, перс. انستیتوت زبان و ادبیات رودکی‎) — научно-исследовательский институт при Академии наук Республики Таджикистан в Душанбе. Это один из старейших научно-исследовательских институтов Таджикской Академии наук и старейшее учреждение, занимающееся изучением таджикского языка и литературы.
Институт сыграл важную роль в изменении письменности в Таджикистане с персидского на латынь и с латыни на кириллицу. Изучение истории, грамматики и диалектов таджикского языка, составление двуязычных словарей, стилистика и печать идиоматических словарей, исследование поэтических вопросов, сравнительное изучение таджикского и русского языков, сбор и публикация фольклорных произведений и исследований в своей области, подготовка к публикация старинных литературных произведений, изучение произведений классиков и современных писателей представляют основные направления деятельности Института языка и литературы. Многие музеи Таджикистана тесно связаны с институтом.

## История
История создания языкового института восходит ко времени основания Таджикской Советской Социалистической Республики, в которой решением Президиума СССР 17 марта 1932 года и был создан факультет истории и языка. В 1940 году на его базе был создан Институт истории, языка и литературы, который вошел как самостоятельное научное учреждение в Таджикское отделение АН СССР.
После образования Академии наук Таджикской ССР Постановлением Совета Министров Советской Республики Таджикистан от 14 апреля 1951 г. был создан самостоятельный институт языка и литературы с четырьмя научными секторами: язык, классическая литература, советская литература и словари. В 1955 году как филиал института был основан музей Садриддина Айни. В 1958 году по случаю 1100-летия Абу Абдуллы Рудаки институту присваивается имя этого поэта. 4 февраля 2011 года Институт востоковедения и письменного наследия АН РТ был объединён с Институтом языка и литературы им. Рудаки и получил название Института языка, литературы, востоковедения и письменного наследия им. Рудаки АН РТ. В 2017 году кафедра востоковедения и письменного наследия снова была отделена от Института языка, и институт возобновил свою деятельность под прежним названием.

## Отделы
В Институте языка и литературы им. Рудаки существуют два отдела: языка и фольклора.

### Отдел языка
Отдел языка преимущественно работает по теме «История зарождения и развития Таджикистана». Основная цель отдела — сбор материалов и представление результатов исследований в виде книг и статей. Изучение таджикских диалектов и восточно-иранских языков, таких как памирский и ягнобский языки, является одним из основных направлений его исследований.

### Отдел фольклора
Отдел фольклора работает над сравнительным сопоставлением произведений таджикского фольклора в контексте их социокультурных традиций. В отделе есть фонд таджикского фольклора, в котором исследователи за 70 лет записали более 225 000 произведений таджикского фольклора, в том числе 21 000 пословиц, 8 200 загадок, 30 000 четверостиший и двустиший, 28 100 бейтов, 20 000 песен, 13 200 гимнов, 6 100 мифов, 3200 анекдотов и 118 героических поэм.

## Руководители
Директорами Таджикского института языка и литературы с момента его создания являлись:
- Бобочон Ниязмухаммадов (1941—1944)
- Шарифджан Хусейнзаде (1944—1947)
- Абдулгани Мирзоев (1947—1952)
- Малажан Фазылов (1952—1958)
- Холик Мирзозаде (1958—1959)
- Насержан Масуми (1959—1972)
- Абдулкадыр Маниязов (1972—2000)
- Дадхода Саймиддинов (2000—2005)
- Сейфуддин Назарзода (2006—2011)
- Акбар Турсанзод (2011—2015)
- Сахидод Рахматуллозода (2015-настоящее время)